# Abderrahmane Ould Mohand
Pour les articles homonymes, voir Mohand.
Abderrahmane Ould Mohand, né le 24 janvier 1960 à Alger, est un peintre algérien qui expose sous le nom de Mohand. Il est le frère de Slimane Ould Mohand, artiste peintre lui aussi.

## Biographie
Né en 1960 à Alger dans une famille kabyle, Mohand fréquente l'École des beaux-arts d'Alger jusqu'en 1983 (premier prix de peinture) puis celle de Paris jusqu'en 1987. Il réalise sa première exposition personnelle à Alger en 1983. Il expose ensuite à Paris en 1985, 1987, 1988 et, au retour de deux années en Algérie, en 1992 au Centre Culturel Algérien de Paris et en 1995 à l'Espace Liberté de Crest.
Mohand a participé à de nombreuses expositions collectives, notamment Dix ans de peinture algérienne (Musée des Beaux-Arts, Alger, 1982), Arts-Créations, Jeune Génération (Centre Culturel Algérien, Paris, 1985), Hommage à Picasso (Musée des Beaux-Arts, Alger, 1987; Musée Picasso, Antibes, 1988), Peintres et sculpteurs algériens de France, La nouvelle génération, (Grenoble, 1989), Empreintes d’espoir, Hommage à Tahar Djaout (Espace Liberté, Crest, 1993), Peinture algérienne (Parlement Européen, Strasbourg, 1993), Peintres d'Algérie (Amman, Jordanie, 1994), Les effets du voyage, Palais des Congrès et de la Culture, Le Mans), Eclats de culture algérienne, Centre Européen de Poésie, Avignon, 1995), Peintres du Signe (Fête de l’Humanité, La Courneuve, 1998, exposition itinérante).

## Jugements
« La peinture est, en Algérie, la discipline artistique où s’opèrent le plus de changements heureux. On peut d’ores et déjà affirmer que les Issiakhem, Khadda, Benanteur auront de dignes successeurs. Ils ont pour noms Wahab Mokrani, Hellal Zoubir, Abderrahmane Ould-Mohand. (...) En regardant les toiles d’Ould-Mohand, une tentation de classification surgit : celle de situer le peintre dans ce courant pictural (courant d’ailleurs illustré diversement) qui a tenté beaucoup de ses aînés, un courant axé sur la recherche de signes maghrébins où motifs berbères et arabesques contribuent à “ressourcer” le travail plastique. C’est vrai qu’Ould-Mohand s’intéresse à tous ces signes venus des âges plus ou moins lointains pour nous parler d’une sensibilité et d’un rapport au monde, mais il le fait sans surenchère et surtout sans passivité. Il ne suffit pas de s’accaparer de signes, de les plaquer sur une toile pour récupérer son identité. Être désaliéné, n’est-ce pas plutôt se sentir en accord avec soi-même? N’est-ce pas refuser de se dérober aux sollicitations de l’imagination et aux exigences du travail sérieux? La toile de peinture, comme toutes les œuvres d’art accomplies, crée une dynamique, un dialogue, un désir de bousculer les horizons. » 
Tahar Djaout (sous le pseudonyme de Ali A.), « Ould-Mohand - l’exubérance, la rigueur », dans Actualité de l’émigration, n° 11, Paris, 20 octobre 1985 ( repris dans Tahar Djaout, Une mémoire mise en signes, Écrits sur l'art, El Kalima Éditions, Alger, 2013 (p. 135-137).

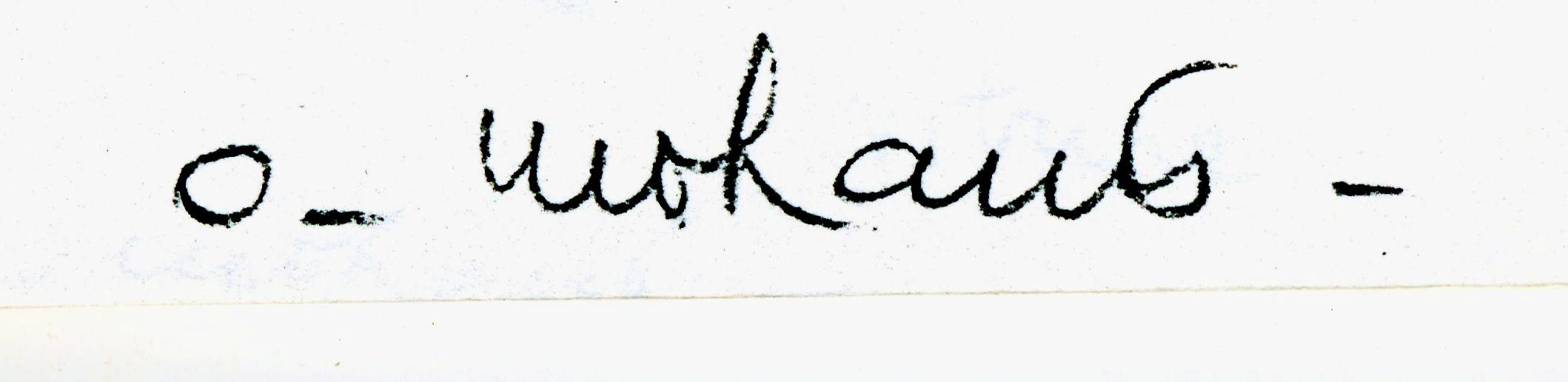
Signature d'Abderrahmane Ould Mohand

« Aussitôt préparée, aux confins des ocres rupestres, des encres, des teintures minérales et végétales, de l’argile des poteries et du henné magique, la matière d’ombres et de lumière qui constitue leur lieu familier, il s’installe, devant la paroi mince de ses toiles, à l’affût des espèces innombrables des signes. Et c’est du plus profond d’anciens murs qu’ils commencent à mesure de monter, transparaissent lentement, contiennent en leur fragile filet la nuit plus bas encore qui les porte, s’immobilisent et se font talismans(...) Les traces neuves qui fidèlement en surgissent frôlent de toile en toile celles des écritures du présent, tournent autour, tantôt s’y mêlent, sur le point de les réinventer, tantôt s’en éloignent, ouvrent à des préhistoires oubliées, poursuivent d’autres aventures touchant en un éclair au réel. Fugitivement, par rafales ou vagues lentes, la main regagne au présent sur du passé qui n’eut pas lieu, libère devant elle la nuée des signes différents qu’elle aurait pu mettre au jour, qui l’attendaient (...). »
Michel-Georges Bernard, préface à « Mohand », Galerie Étienne Dinet, Paris, décembre 1988-février 1989.

## Expositions

### Expositions personnelles
- 1983 : Centre Culturel de la Wilaya, Alger.
- 1984 : FIAP, Paris. 1985 : Galerie Georges Bernanos, Paris. ANGI, Aubervilliers.
- 1987 : Cité Internationale des Arts.
- 1988 : Galerie Efté, Paris. Galerie Étienne Dinet, Paris.
- 1992 : Retour d’Algérie, Centre Culturel Algérien, Paris.
- 1995 : Espace Liberté, Crest.
- 2003 : Chez Nedjma, Toulouse. Théâtre de la Ville en Bois, La Rochelle.

### Expositions collectives
- 1982 : Dix ans de peinture algérienne, Musée national des beaux-arts d'Alger.
- 1984 : Galerie Georges Bernanos, Paris (lauréat de l’exposition).
- 1985 : Arts-Créations, Jeune Génération, Centre Culturel Algérien, Paris. Foire Internationale de Berne.
- 1986 : Cité Internationale des Arts, Paris. Art Plastique Arabe Contemporain, Foire internationale de Rennes. Es Salam, Ancienne Chapelle des Franciscains, Saint-Nazaire.
- 1987 : Hommage à Picasso, Musée des Beaux-Arts, Alger. Arab’Cadabra, Orléans. Petits formats contemporains, Galerie Hautefeuille, Paris.
- 1988 : Paris-Stockholm, École des Beaux-Arts, Stockholm (exposition itinérante : Paris, Grèce, Syrie, Égypte, Irak, Turquie, Algérie, Tunisie). Hommage à Picasso, Musée Picasso, Antibes. La couleur en poudre, Musée Picasso, Antibes.
- 1989 : Peintres et sculpteurs algériens de France, La nouvelle génération, Grenoble.
- 1990 : Art’O, Aubervilliers. Galerie Étienne Dinet, Paris.
- 1992 : Salon des réalités nouvelles.
- 1993 : Salon des Réalités Nouvelles. Empreintes d’espoir, Hommage à Tahar Djaout, Espace Liberté, Crest. Parlement Européen, Strasbourg.
- 1994 : Amman, Jordanie. Barcelone.
- 1995 : Les effets du voyage, 25 artistes algériens, Palais des Congrès et de la Culture, Le Mans. Éclats de culture algérienne, Centre Européen de Poésie, Avignon.
- 1996 : Vitry. 1998 : Peintres du signe, Fête de l’Humanité, La Courneuve (exposition itinérante).
- 1999 : Peintres du signe, Château de Belval, Miramas ; Palais des Congrès, Grasse.
- 2014 : Le Portrait De L'Oiseau-Qui-N'Existe-Pas, sur un poème de Claude Aveline, Musée de l'hospice Saint-Roch, Issoudun.

## Œuvres dans les collections publiques
- Antibes, Musée Picasso
  - Croquis de voyage, 12 dessins (fusain, graphite, pastel gras sur papier), 1988, 42 c 30 cm
- Paris, Institut du monde arabe
  - Portrait de l’Oiseau-Qui-N’Existe-Pas, 1996, sur un poème de Claude Aveline, livre unique en feuilles, sous couverture illustrée, entièrement manuscrit et peint par l’artiste, 38 x 28 cm (Donation Claude et France Lemand)
  - Le Jardin des Moines, 1997, huile sur toile, diptyque, 146 x 228 cm (Donation Claude et France Lemand)